# Kempton (Tasmania)
Kempton – miasto w Australii, na Tasmanii.